# Club Deportivo Universidad César Vallejo
Il Club Deportivo Universidad César Vallejo è una società calcistica peruviana con sede nella città di Trujillo, nella regione di La Libertad. Milita nella Primera División, seconda serie del campionato peruviano di calcio.

## Storia
Il club è stato fondato il 6 gennaio 1996 come squadra rappresentativa dell'omonima università.
Nell'anno di fondazione partecipò al campionato di terza divisione distrettuale, vincendolo. Nel 1998 vinse anche il campionato di seconda divisione. Nel 1999, alla prima partecipazione nel torneo di prima divisione distrettuale, si guadagnò il rispetto delle squadre predominanti della città, lottando sino all'ultimo per il titolo e piazzandosi infine secondo.
Nel 2001 il Cesar Vallejo vinse il titolo distrettuale, provinciale e dipartimentale. Raggiunse la finale di Copa Perú di quell'anno, venendo sconfitto dal Deportivo Bolito.
Disputò un buon torneo anche l'anno dopo, ma fu il 2003 l'anno della consacrazione: la vittoria della Copa Perù regalò alla squadra di Trujillo la promozione nella Primera División, la massima serie nazionale.
Militò per due anni consecutivi (2004 e 2005) al massimo livello, poi retrocesse. Nel 2007 riconquistò la promozione alla massima serie.
Nella stagione 2009 ottenne un sesto posto finale che qualificò la squadra alla Coppa Sudamericana 2010.

## Palmarès

### Competizioni nazionali
- Copa Inca: 1

2015
- Segunda División: 2

2007, 2018
- Copa Perù: 1

2003

### Altri piazzamenti
- Campionato peruviano:

Terzo posto: 2012, 2015, Clausura 2019
- Segunda División:

Secondo posto: 2017

## Organico

### Rosa 2023
| N. |                      | Ruolo | Calciatore         |
| -- | -------------------- | ----- | ------------------ |
| 1  | Perù (bandiera)      | P     | Carlos Grados      |
| 2  | Perù (bandiera)      | D     | Juan Quiñones      |
| 3  | Perù (bandiera)      | D     | Benjamin Ampuero   |
| 4  | Argentina (bandiera) | D     | Leandro Fleitas    |
| 6  | Perù (bandiera)      | D     | Renzo Garcés       |
| 7  | Ecuador (bandiera)   | C     | Jairo Vélez        |
| 8  | Venezuela (bandiera) | D     | Arquimedes Figuera |
| 9  | Uruguay (bandiera)   | A     | Santiago Silva     |
| 10 | Perù (bandiera)      | C     | Patricio Arce      |
| 11 | Panama (bandiera)    | A     | Abdiel Arroyo      |
| 13 | Perù (bandiera)      | A     | Nahuel Rodriguez   |
| 17 | Colombia (bandiera)  | A     | Yorleys Mena       |

| N. |                 | Ruolo | Calciatore        |
| -- | --------------- | ----- | ----------------- |
| 18 | Perù (bandiera) | D     | Erick Morillo     |
| 19 | Perù (bandiera) | D     | Carlos Ascues     |
| 20 | Perù (bandiera) | A     | Osnar Noronha     |
| 21 | Perù (bandiera) | P     | Jeferson Nolasco  |
| 22 | Perù (bandiera) | C     | Jorge Rios        |
| 23 | Perù (bandiera) | C     | Ronald Quinteros  |
| 25 | Perù (bandiera) | C     | Frank Ysique      |
| 27 | Perù (bandiera) | C     | Alejandro Ramírez |
| 41 | Perù (bandiera) | C     | Piero Ferreira    |